# Estrecho de La Pérouse
El estrecho de La Pérouse (en ruso: Пролив Лаперуза Proliv Laperuza), conocido en Japón como el estrecho de Sōya (en japonés: 宗谷海峡 Sōya kaikyō), es un estrecho que separa la isla rusa de Sajalín de la isla japonesa de Hokkaidō. Sus aguas conectan el mar del Japón, al oeste, con el mar de Ojotsk, al este. El estrecho tiene 42 km de ancho y entre 40 y 140 m de profundidad.
La parte más estrecha del estrecho de La Pérouse está en el oeste, entre el cabo Crillón en Rusia y el cabo Sōya en Japón, que también es el más superficial, con solo 60 m de profundidad. Una pequeña isla rocosa, llamada roca Opásnosti (en ruso: Камень Опасности ‘roca del peligro’), se encuentra en aguas rusas en la parte noreste del estrecho, a 13 km al sureste del cabo Crillón. Otra pequeña isla, Benten-jima, se encuentra cerca de la costa japonesa del estrecho. El puerto de Wakkanai se encuentra en la costa japonesa del estrecho.
Dado que su punto más profundo tiene solo unos 60 m, el estrecho sirvió como un puente terrestre junto con el estrecho de Tartaria durante la última edad de hielo, y las islas de Sajalín y de Hokkaidō quedaron conectadas al continente euroasiático.
Las aguas territoriales japonesas se extienden hasta tres millas náuticas (5,55 km) en el estrecho de La Pérouse en lugar de las doce millas náuticas habituales (22,2 km aprox.), lo que permite a buques de guerra y submarinos extranjeros, incluidos aquellos que porten armas nucleares, transitar por el estrecho sin violar la prohibición del Japón de tener armas nucleares en su territorio.

## Etimología
El estrecho debe su nombre a Jean-François de Galaup, conde de La Pérouse, un oficial naval francés que había explorado el estrecho en 1787 como parte de un viaje alrededor del mundo. En una colina del cabo Sōya, con vistas al estrecho, se ha erigido un monumento en su memoria.

## Historia
Entre 1848 y 1892, los barcos balleneros estadounidenses pasaron por el estrecho en primavera y verano en su camino desde las zonas de caza de ballenas francas del Pacífico norte en el mar del Japón hasta el mar de Ojotsk para cazar ballenas francas y boreales. El barco David Paddack, de 352 toneladas, del capitán Swain, de Nantucket, se dirigía a casa con un cargamento completo cuando naufragó en el estrecho en 1848.
El estrecho de La Pérouse es uno de los puntos de estrangulamiento estratégicos. En 1902, cuando las relaciones con el Imperio ruso se deterioraron, se instaló una torre de vigilancia en el cabo Sōya, y durante la guerra ruso-japonesa, se utilizó como una base importante para monitorear el paso de la flota rusa del Báltico, junto con el estrecho de Tsushima y el estrecho de Tsugaru.
El 8 de diciembre de 1941, cuando comenzó la Segunda Guerra Mundial, el Ministerio de Marina japonés designó todo el estrecho como el Área del Estrecho de La Pérouse.

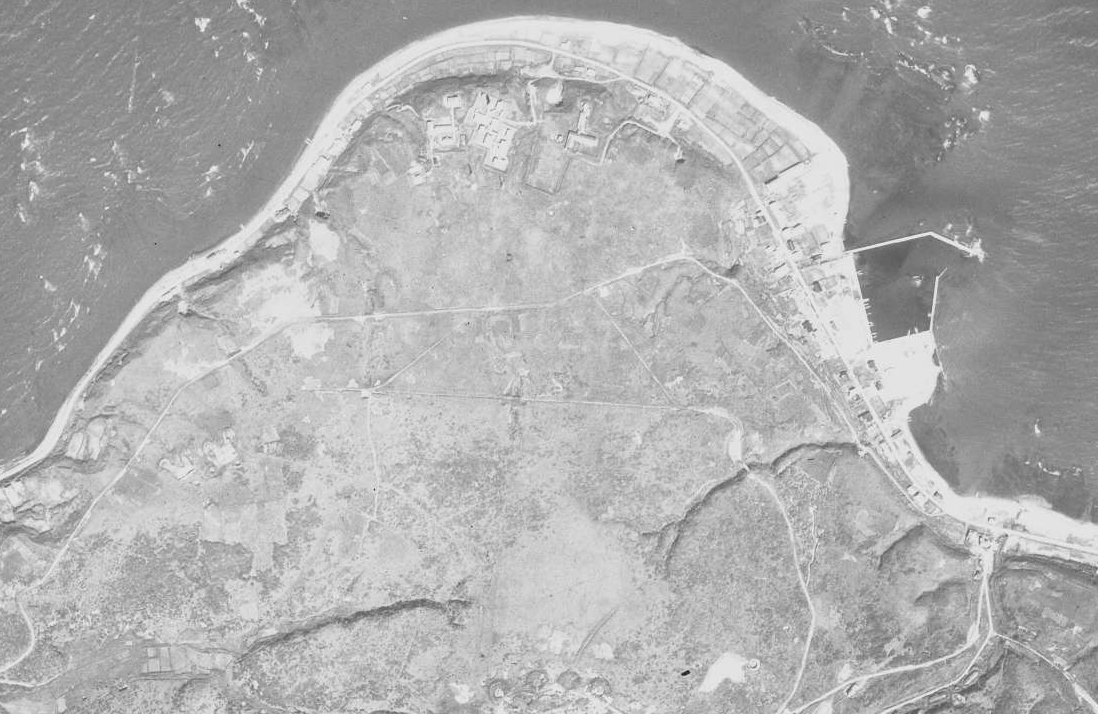
Fotografía aérea del área de la Fortaleza temporal de Sōya (2 de septiembre de 1947).

En 1943, la Armada de los Estados Unidos llevó a cabo tres misiones de asalto comercial enviando submarinos a través del estrecho de La Pérouse hacia el mar de Japón. El 11 de octubre, el submarino USS Wahoo, del capitán Dudley W. Morton, que acababa de completar una campaña de incursión comercial en el mar del Japón e intentaba ingresar al océano Pacífico a través del estrecho de La Pérouse, fue avistado por la Fortaleza temporal de Sōya y recibió disparos mientras pasaba por el estrecho. Posteriormente, el Wahoo fue interceptado por aviones de la Armada y el Ejército japoneses y hundido en un ataque coordinado por aviones, barcos antisubmarinos y dragaminas, y el capitán Dudley W. Morton y demás miembros de la tripulación murieron en acción. En el cabo Sōya se ha erigido un monumento en memoria de las víctimas de esta batalla y de las incursiones del USS Wahoo en el mar del Japón. El hundimiento del Wahoo provocó la paralización de las operaciones de la Armada de Estados Unidos en el mar del Japón hasta la Operación Burnie en 1945.  El casco del submarino fue encontrado e identificado el 31 de octubre de 2006.
Las Fuerzas de Autodefensa de Japón tienen sitios de radar en el cabo Nosappu, detrás del cabo Sōya, mientras que los sitios de radar militares rusos están ubicados en el cabo Crillón en el sur de la isla de Sajalín.

## Proyectos de infraestructura en conjunto

### Túnel submarino Sajalín-Hokkaidō
Desde antes de la guerra se ha propuesto construir túneles submarinos bajo el estrecho de La Pérouse para conectar Japón y Rusia, sin embargo, debido a los cambios en la situación internacional, no se ha tomado ninguna decisión para construirlos todavía.
En Japón, el proyecto de ampliación del ferrocarril Transiberiano hasta Hokkaidō, pasando por Yuzhno-Sajalinsk hasta Wakkanai, se conoce como «Plan de enlace ferroviario euroasiático» (ユーラシア横断鉄道計画 Yūrashia ōdan tetsudō keikaku). El proyecto está impulsado por el Comité organizador preparatorio para la internacionalización del ferrocarril Transiberiano. Para implementar el proyecto, es necesario construir cruces de transporte (en forma de puentes o túneles) desde el continente asiático hasta Sajalín a través del estrecho de Tartaria y de Sajalín a Hokkaidō a través del estrecho de La Pérouse.
La idea del proyecto fue apoyada por Rusia, que la expresó por primera vez el 3 de octubre de 2016, y luego la repitió en la cumbre ruso-japonesa de diciembre de 2016, y la incluyó en la lista de dieciocho proyectos de máxima prioridad del Ministerio para el Desarrollo del Extremo Oriente y el Ártico ruso.
A principios de septiembre de 2017, en el Foro Económico Oriental, el presidente ruso, Vladímir Putin, presentó una iniciativa para conectar Sajalín y Hokkaidō mediante un cruce de carretera y ferrocarril. El entonces vice primer ministro ruso, Igor Shuvalov, anunció un posible proyecto para construir un puente entre Sajalín y Hokkaidō. La presencia de planes para construir un puente entre Rusia y Japón fue confirmada por el ministro de Transporte ruso, Maxim Sokolov. El coste estimado de construcción podría alcanzar un billón de rublos rusos. Los Ferrocarriles Rusos (RZhD) y el Ministerio de Infraestructura y Transporte de Japón han creado un grupo de expertos para desarrollar el proyecto.
El representante especial del presidente ruso para la protección del medio ambiente, la ecología y el transporte, Serguéi Ivanov, considera que el plan de construir un túnel de 51 km de largo bajo el estrecho de La Pérouse es más realista que un puente, pero la implementación de estos planes es poco probable, ya que primero es necesario conectar Sajalín con el Extremo Oriente ruso a través del estrecho de Nevelskói (un puente o túnel), y, además, los costos de construcción, según Ivanov, serán impagables.

### Puente energético Sajalín-Hokkaidō
A principios de la década de 2000, se presentó una propuesta para construir un puente energético entre Sajalín y Hokkaidō a través del estrecho de La Pérouse para que Rusia pudiera suministrar la electricidad que generaba a Japón. Por parte de Japón, en aquel momento no había ningún interés especial en este proyecto.
Sin embargo, después del accidente nuclear de Fukushima en 2011 y el posterior cierre de todos los reactores nucleares en 2013, Japón se enfrentó al problema de la falta de generación de electricidad para las necesidades de su país, por lo que el interés en el proyecto energético aumentó y recibió apoyo en una reunión entre Vladímir Putin y Shinzō Abe en 2016. El proyecto está siendo desarrollado por la empresa hidroeléctrica rusa RusHydro. Al igual que el túnel submarino, el proyecto presenta una serie de dificultades importantes en su ejecución.